# Moris Tepper
Moris Tepper nebo také Jeff Moris Tepper, Jeff M. Tepper, Moris Tapir, Love Hunter, White Jew nebo Jeff Tepper; je americký kytarista, zpěvák a výtvarník. Na přelomu sedmdesátých a osmdesátých let hrál s Captainem Beefheartem. Rovněž spolupracoval s Tomem Waitsem, Robynem Hitchcockem, PJ Harvey a Frankem Blackem.

## Diskografie

### Sólová alba
- Big Enough to Disappear (1996)
- Sundowner, Eggtooth (1998)
- Moth to Mouth (2000)
- Head Off (2004)
- Stingray in the Heart (2008)
- A Singer Named Shotgun Throat (2010)

### Captain Beefheart
- Shiny Beast (Bat Chain Puller) (1978)
- Doc at the Radar Station (1980)
- Ice Cream for Crow (1982)
- I'm Going to Do What I Wanna Do: Live at My Father's Place 1978 (nahráno 1978; vydáno 2000) – koncertní album

### 17 Pygmies
- Captured in Ice (1985)

### Gary Lucas
- Improve the Shining Hour (2000) – kompilace

### Tom Waits
- Franks Wild Years (1987)[2]

### Frank Black
- Teenager of the Year (1994)
- Dog in the Sand (2001)
- Black Letter Days (2002)
- Devil's Workshop (2002)